# 觀塘綫延綫

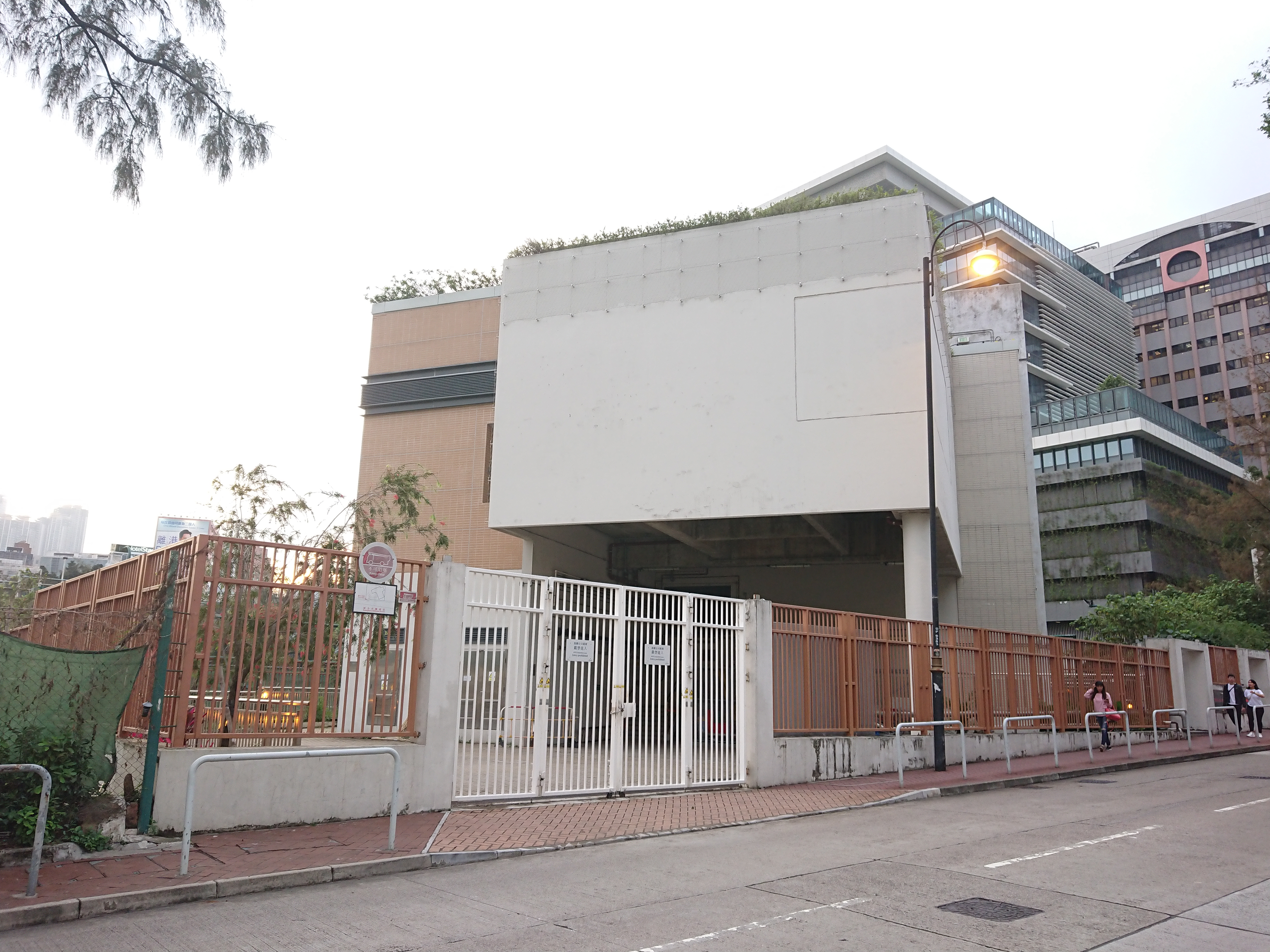
位於京士柏的衛理道機房大樓，觀塘綫延綫行車管道在其下方穿過

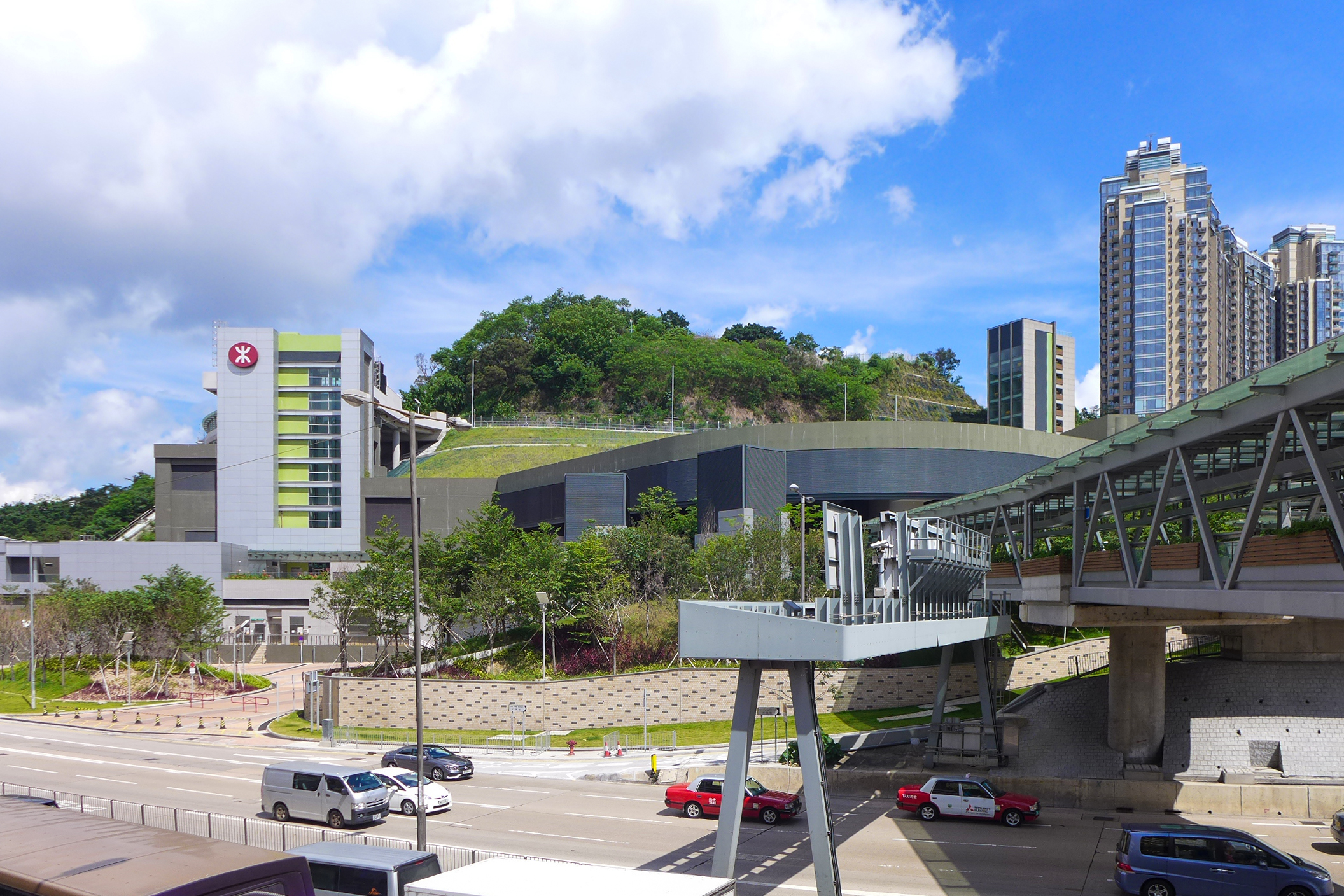
何文田站

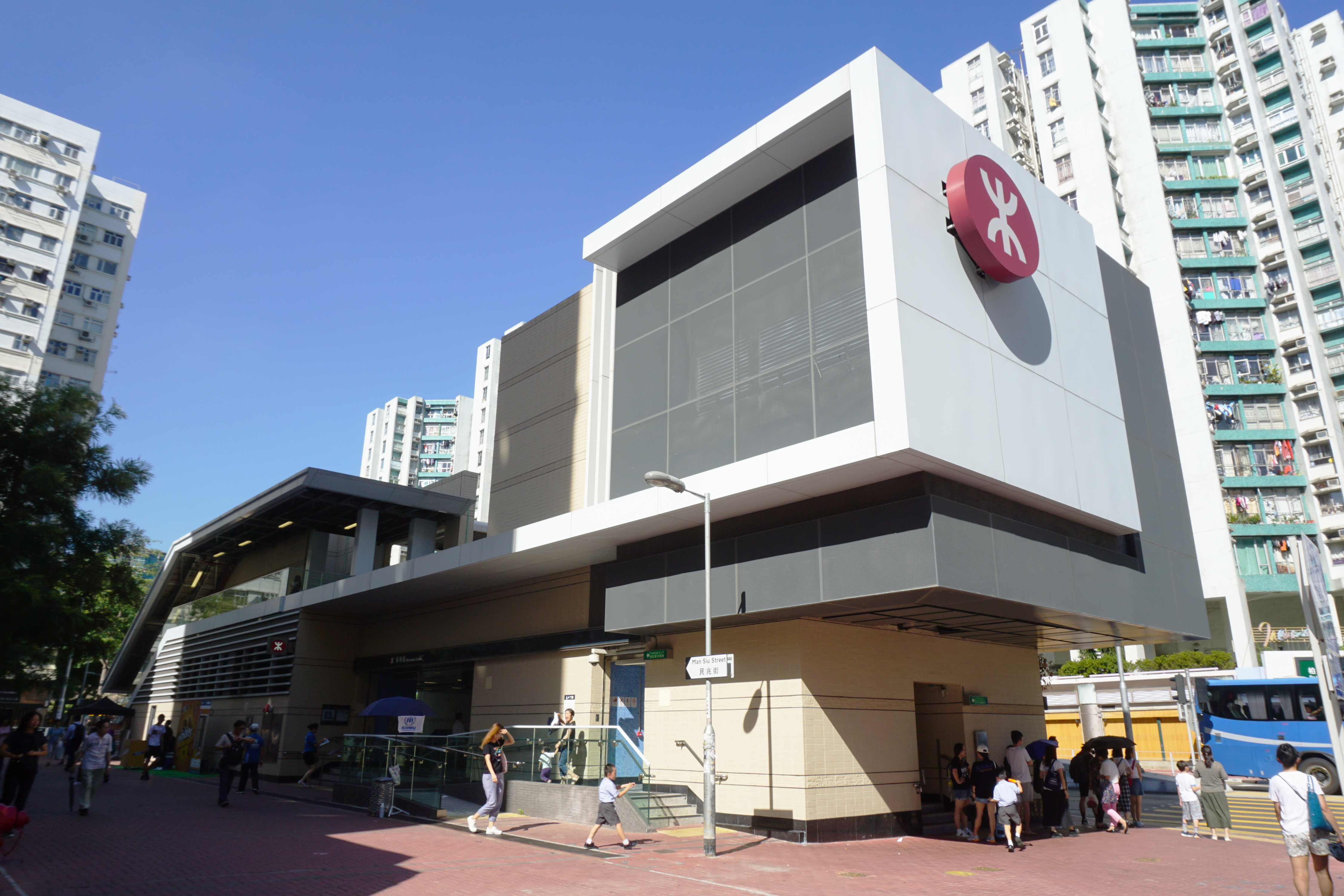
黃埔站

觀塘綫延綫（英語：Kwun Tong Line Extension）是港鐵公司已完成的鐵路工程項目，工程將觀塘綫由油麻地站向東南延伸，全程長度約2.6公里，設2個新車站──何文田站及黃埔站；而何文田站會與屯馬綫交匯。項目於2011年7月25日動工建造，延遲逾年後，終於2016年10月23日通車。何文田站及黃埔站更是整個觀塘綫首兩個側式月台設計的地底車站。此路綫服務何文田、老龍坑、紅磡及黃埔一帶的市民及居民。通車後，由油麻地站來往黃埔站只需5分鐘，比巴士及小巴節省15至20分鐘。

## 歷史
2001年，地鐵公司（今港鐵公司）與九廣鐵路公司應香港政府之邀參與沙中綫競投時，亦計劃為紅磡東南部的住宅區提供鐵路服務。地鐵的標書中，觀塘綫會從油麻地站向東南延伸，並興建可轉乘沙中綫的何文田站以及新終點站黃埔站。而九鐵原來的標書中，沙中綫當初定綫方案也有包括在黃埔花園設站，豈料當九鐵再詳細評估之後，認為若果沙中綫駛入黃埔的話，車程將會被延長，而且會使鐵路定綫因遷就黃埔站而被迫偏側，於是建議興建「黃埔自動輕便運輸系統」，該系統全長1.6公里，主要是連接紅磡站及黃埔花園一帶，整個系統分為「紅磡站」、「黃埔站」和「黃埔北站」，是類似新界西北部輕鐵的系統。
雖然九鐵於2002年投得沙中綫項目，但地鐵仍然推展觀塘綫延綫的建議。隨著兩鐵合併，觀塘綫延綫正式取代黃埔自動輕便運輸系統，行政會議已經於2008年3月批准港鐵公司對觀塘綫延綫進行進一步規劃及設計。按當時的計劃觀塘綫油麻地站開始，途經加士居道及穿過公主道，中途在位於老龍坑前山谷道邨的地底設置何文田站，然後經過漆咸道北及差館里進入黃埔區，並於德安街或戴亞街作為選址。
2009年7月，港鐵公司展開觀塘綫延綫第二階段公眾諮詢，並公佈觀塘綫延綫的修訂方案，修訂後油麻地站至何文田站的路綫稍為南移然後從何文田站穿過漆咸道北，沿蕪湖街及德民街，伸延至德安街的黃埔站。
2009年11月27日，港鐵公司在憲報刊登觀塘綫延線鐵路方案，從現有油麻地站延伸，增設何文田及黃埔兩個新站。乘客可於擬建的何文田站轉乘將來的屯馬綫。該延線為全線於地下行走的鐵路，將為老龍坑、紅磡及黃埔一帶的居民提供便捷的鐵路服務，從而減輕西九龍走廊前往紅隧及九龍灣之交通壓力。2010年6月25日，港鐵觀塘綫延綫鐵路方案的修訂建議刊憲，並已獲批。
2011年5月18日，行政會議批准觀塘綫延綫的財務安排，政府將山谷道邨地皮交予港鐵發展何文田站上蓋物業作為補貼，令這個耗資53億港元的鐵路於2011年6月2日動工。
2011年7月25日，港鐵公司於何文田站舉行觀塘綫延綫動工典禮，並且隨即展開建造工程。2012年6月1日，觀塘綫延綫挖掘工程展開。
2016年8月21日，觀塘綫延綫開始進行試營運，所有觀塘綫列車都會開至黃埔站，乘客必須在油麻地站下車
2016年9月21日，港鐵召開記者會，確認觀塘綫延綫於2016年10月23日通車。
2016年10月21日，港鐵宣佈在紅磡家維邨商場地下高層將增設「港鐵特惠站」，乘客使用八達通拍卡後，到何文田、黃埔站乘港鐵，可獲2元車費減免。但若乘客在該特惠站拍卡後到其他車站入閘，就不能享有相關優惠。 
2016年10月23日，觀塘綫延綫通車。

## 建造
觀塘延綫於2011年7月25日啟動工程，當中大部分行車隧道皆以鑽爆方式挖掘，礙於油麻地站的日常運作，附近隧道設有供電和信號系統等敏感設施，不適宜以鑽爆方式挖掘。
2012年6月初起，港鐵由日本引入價值兩百萬港元的迷你珍寶鑽挖機，將距離油麻地站下層月台約400米的兩條共70米長的電纜隧道擴闊作為行車隧道，以連接由何文田站延伸過來的行車隧道，工程須時18個月，其間油麻地站毋須封站，列車服務猶如平常。每日會以朝7晚7的時間進行挖掘，每日可以挖掘10立方米的碎石，預料於年半後竣工。

### 延遲完工
因为觀塘綫延綫完工時間延遲，無法達到原定2015年通車的目標。港鐵解释是因为附近道路交通繁忙、施工地方狹窄，令工程滯後約六個月時間。當中因為興建黃埔站，要避開沿途路面的道路、社區設施、地下管線及樓宇，成為工程最大的挑戰。
2015年2月28日明報新聞指出港鐵觀塘綫延綫工程傳出「一遲再遲」。港鐵消息稱，由於黃埔站的月台隧道面對複雜地質變化，加上工人不足，挖掘進度較預期慢，令黃埔站或未能趕及2016年中前竣工，為避免觀塘綫延綫通車日期再度拖延，港鐵初步構思仿效西港島綫局部通車的安排，2016年中觀塘綫延綫會如期啟用，但先啟用何文田站，之後才啟用黃埔站。
2015年11月15日星島日報引述運輸及房屋局局長張炳良發言，觀塘綫延綫現時整體工程完成約近九成，預計在2016年約第三至第四季度通車。
2016年2月18日蘋果日報引述運房局指觀塘延綫所有車站結構工程已於去年底完成，路政署認為下半年第三至第四季度通車目標可行。

## 影響

### 沿線店舖租金上升
黃埔及老龍坑內的店舖業主表示，觀塘綫延綫通車後必定會加租。有食肆在2015年續租時，租金由13,000港元大幅上調至33,000港元，日後經營更困難。

### 小巴線的士客量減少
交通業界認為觀塘綫延綫通車後，小巴及的士難與港鐵競爭。香港九龍新界公共專線小型巴士聯合總商會估計區內小巴將會驟減近40%，會有不少司機面臨失業。
在通車後首個工作日，黃埔站附近開出的小巴線，客量比觀塘綫延綫通車前相比，減少了25%。

### 巴士客量減少及削減服務
不少巴士路線與港鐵重疊，在鐵路通車後客量減少，其中212線途經旺角、油麻地及黃埔花園，在港鐵通車後原只建議削減班次，但因該路線途經加士居道的塞車問題依然如故，並無隨鐵路通車得到改善，使客量下跌的情況比估計嚴重得多，故在2017年7月1日起取消。

## 車站及接駁路綫
| 車站套色及名稱 | 所在區域 | 車站接駁    | 啟用日期           |
| --- | -------- | ----------- | ------------------ |
| 觀塘綫延綫 |          |             |                    |
| 油麻地 | 油尖旺區 | 荃灣綫      | 1982年4月26日[TWL] |
| 何文田 | 九龍城區 | 屯馬綫[TML] | 2016年10月23日     |
| 黃埔 | 九龍城區 |             | 2016年10月23日     |
| 附註 |          |             |                    |
| TWL 由於觀塘綫現時行經此路段屬荃灣支綫項目的新建路段，故是以荃灣綫的啟用日期作準。 TML 西鐵綫將連接興建中的沙中綫（啟德至紅磡段）和現有屯馬綫一期，成為屯馬綫，並已於2021年6月27日通車。 |          |             |                    |

## 客量
運輸署公佈觀塘線延線通車後首五星期客量，平均為10.7萬人次，僅為預期的18萬人次的六成。

## 參閱
- 觀塘綫
- 沙中綫
- 港鐵
- 香港鐵路運輸